# Bodil Güntzel
Bodil Märta Güntzel, född 4 juni 1903 i Kistinge, Snöstorps socken, död 1998, var en svensk målare. 
Hon var dotter till C.F. Güntzel och hans maka Emma, född Hillerup. Güntzel studerade under två års tid vid Wilhelmsons målarskola och vid Konsthögskolan 1928–1931. Hon företog studieresor till England 1937 och Italien 1939. Hon medverkade i samlingsutställningar med Strängnäsgruppen i Eskilstuna och Strängnäs och debuterade med en separatutställning på Welamsons konstgalleri i Stockholm 1950. Vid en tävling om utsmyckningen för Statens historiska museums entréhall i Stockholm tilldelades hon andrapriset för sitt bidrag "I tidernas morgon", med motiv ur Asasagan 1944. Hennes konst består av genretavlor, landskap, gatuscener, människor, bibliska motiv, historiska motiv men framför allt hästar. Güntzel är representerad vid Strängnäs kommun.
Güntzel var begåvad och välutbildad, men fattig och led av psykisk sjukdom. Hon fick i unga år uppleva sina föräldrars uppslitande skilsmässa och flyttade med sin mor till sina morföräldrars gård, där hon kom i kontakt med hästar. För att hennes konstnärliga begåvning skulle tas tillvara flyttade hon sedan tillsammans med modern till Stockholm för att kunna gå någon förberedande konstskola. Under studietiden blev hon god vän med Maj Sandmark, vilket resulterade i att hon kom till Strängnäs. Under 1940-talet hade hon en produktiv period och nådde också viss framgång. Samtidigt blev hennes psykiska hälsa allt sämre och hon vårdades inom psykiatrin vid två tillfällen. Diagnosen var schizofreni, men hon skrevs ut efter relativt korta vårdtider. Sjukdomen blev värre och 1956 skrevs hon in på Sundby mentalsjukhus där hon blev kvar resten av sitt liv. Under tiden på sjukhuset målade hon hästar och människor som är i rörelse och nästan alltid ansiktslösa eller vända från betraktaren. En specialutställning med henne konst visades på Multeum i Strängnäs.
En samling av hennes tavlor, skisser och foton finns på Sörmlands museum.